# Gunnar Samuelsson
Anders Gunnar Samuelsson  (ur. 2 maja 1927 w Limie, region Dalarna, zm. 4 listopada 2007 tamże) – szwedzki biegacz narciarski, brązowy medalista olimpijski.
Igrzyska olimpijskie w Cortinie d’Ampezzo w 1956 roku były pierwszymi i zarazem ostatnimi w jego karierze. Wspólnie z Lennartem Larssonem, Perem-Erikiem Larssonem i Sixtenem Jernbergiem wywalczył brązowy medal w sztafecie 4 × 10 km. Nigdy wcześniej ani później nie osiągnął podobnego sukcesu. Na tych samych igrzyskach zajął także 11. miejsce na dystansie 30 km, a w biegu na 15 km był piętnasty. Nie startował na mistrzostwach świata.

## Osiągnięcia

### Igrzyska olimpijskie
| Miejsce | Dzień       | Rok  | Miejscowość       | Konkurencja             | Czas biegu | Strata    | Zwycięzca        |
| ------- | ----------- | ---- | ----------------- | ----------------------- | ---------- | --------- | ---------------- |
| 11.     | 27 stycznia | 1956 | Cortina d’Ampezzo | 30 km stylem klasycznym | 1:44:06 h  | +4:17 min | Veikko Hakulinen |
| 15.     | 30 stycznia | 1956 | Cortina d’Ampezzo | 15 km stylem klasycznym | 49:39 min  | +3:00 min | Hallgeir Brenden |
| 3.      | 4 lutego    | 1956 | Cortina d’Ampezzo | Sztafeta 4 × 10 km      | 2:15:30 h  | +2:12 min | ZSRR             |